# Early Morning
Early Morning（アーリーモーニング）は、フジテレビジョン（フジテレビ）所属の中野美奈子、生野陽子、加藤綾子の3人（2012年7月まで）で構成される女性ユニットである。
2008年結成。2012年7月に事実上の活動休止。略称「アリモニ」。所属レコード会社はポニーキャニオン。

## メンバー
- 中野美奈子（なかの みなこ）
- 生野陽子（しょうの ようこ）
- 加藤綾子（かとう あやこ）

### 過去のメンバー
- 高島彩（たかしま あや）

※メンバー詳細はそれぞれの記事を参照の事。

## 概要
フジテレビジョンで2008年10月から放送された深夜番組『アナ★バン!』のエンディングテーマ制作企画で、プロデュースを請け負った福井謙二が、高島彩、中野美奈子の両名を事実上スカウトして結成された。
2010年12月の高島の退社によるグループ脱退により生野陽子と加藤綾子が新メンバーとして加わり、2011年1月以降は3人組で活動していた。
グループ名の由来は、「早朝アイドル」というグループのコンセプトから。
2ndシングル「かみさまでもえらべない。」では高島は「アリ」、中野は「モニ」となっていた。
後述のとおり、中野が退社するなどの事情により、2012年8月以降事実上の活動休止状態となっている。

## プロデューサー
- 福井謙二
愛称「KEN」。デビュー曲の「おいてけぼりのThirty」の作曲も担当した。
2ndシングルではどちらかといえばマネージャー的な全体のプロデューサーとなっている。
実際はアナウンス室長に昇格したため、デスクワークが忙しくなったことも影響している。
- 槇原敬之
愛称「マッキー」。2ndシングルのプロデュースを担当する。
ちなみに当初は「マッキー」とのみ紹介されたため、高島・中野の両名はてっきり上司の牧原俊幸が担当するものと思い込んでいた。

## 経歴
※日時はいずれもフジテレビでの『アナ★バン!』の放送日となる（一部除く）。
- 2008年11月16日 - 『アナ★バン!』の「上手に歌をうたおう」で、エンディングテーマ制作が決定。「大物プロデューサー」福井謙二（以下・福井P）により、フジテレビ玄関前での「早朝抜き打ちオーディション」が開催され、2人がメンバーに決まった。
- 2008年12月14日 - デビュー曲「おいてけぼりのThirty」初公開。歌詞が出来上がるまでの過程や、歌唱トレーニング、抜き打ちレコーディングの様子が放映された。
- 2008年12月21日 - 同年12月17日開催の公開イベント「アナ★バン!ファン感謝祭」で初めて客前で歌唱を披露した場面が放送され、放送終了後に「おいてけぼりのThirty」の短縮版の着うたが先着10000名限定で無料配信された。
- 2009年1月4日 - 新春1時間SPの放送終了後に、「おいてけぼりのThirty」の着うたフルでの有料配信が開始された。
- 2009年3月1日 - 「おいてけぼりのThirty」が同年4月29日にCDリリースされることが発表された。また、中野が4月から『情報プレゼンター とくダネ!』の2代目女性司会者を務めることになり、「早朝に働く女性」のコンセプトから外れると福井Pが判断したため、中野がEarly Morningから脱退することを発表した。
- 2009年3月8日 - 中野に代わるEarly Morning 第2期メンバーのオーディションが開催され、松尾翠、高橋真麻、本田朋子、生野陽子の4人が半ば事情を知らずに無理やり参加させられたものの、審査結果は「該当者なし」。レコーディングには高島彩1人でのぞむこととなった。しかし、後述の事態により生野は事実上の「次点」となり、高橋にしてもそれから2年後の3rdシングルに関与することになる。
- 2009年3月15日 - たった1人でレコーディングをしていた所に、脱退したはずの中野が現れた。実は解散の件は福井Pが2人の絆の強さを確かめたかったという意図があったことを明かした。こうしてEarly Morningは高島・中野の2人で再結成し、レコーディングが行われた。
- 2009年4月13日 - 同年4月3日に青山セントグレース大聖堂にて開催された、CD発売記念イベント「おいてけぼりのThirty CDだよアラサー全員集合」の模様が放送された。イベントの参加条件が「おいてけぼり（未婚）のアラサー女性」と厳しく、開催が平日午後ということもあって動員が心配されたが、最終的に22名の参加者を集め、CDジャケットの衣装で歌唱を披露した。放送終了後に、「おいてけぼりのThirty」のCD版アレンジの着うた（分割版）の有料配信が開始された。
- 2009年4月29日 - 「おいてけぼりのThirty」発売日に、福井Pの地元である広島県広島市のマツダスタジアムで行われたデーゲーム、広島対巨人戦の始球式に登場。2人そろって投げたが実際にボールを持っていたのは高島だった。この時に「おいてけぼりのThirty」も披露した。
- 2009年5月5日 - 同年5月11日付オリコン週間シングルチャートが発表され、「おいてけぼりのThirty」が初登場12位を記録。これによって、アナウンサーが発売したシングルの歴代最高記録を樹立。これまでは軽部真一・高島両アナウンサーのユニット・K&Tの「君の好きなヒト」（T.N.T.の「約束の空」との両A面）が記録した17位であったため、高島自身の最高順位を更新したことになる[1]。
  - しかし、約1ヶ月後の同年5月20日に発売された、同局の中村仁美・牧原俊幸両アナウンサーのユニット「部長と部下」の「お台場の女」が記録を上回り、あっけなく追い越される（ただ、この曲はトモとスザンヌの「出会えてよかった」との両A面であり、純粋なアナウンサーの曲ではない）。
- 2009年7月20日 - 「おいてけぼりのThirty」の成功を受け、2ndシングルの発売が決定した。福井Pは「俺はいい思い出ができたよ」として、プロデューサーを後輩に譲ると発表。そして発表された新プロデューサーは、マッキーこと槇原敬之であった[2][3]。
- 2009年8月2日 - 2ndシングル「かみさまでもえらべない。」の概要が発表され、槇原から高島・中野に歌詞と曲が渡される模様が放映された。また福井Pは、ゼネラルプロデューサー的な立場で引き続きプロデュースを担当することも発表された。
- 2009年8月9日 - 「かみさまでもえらべない。」のレコーディング風景が放映された。あわせて、8月17日に「お台場合衆国」にてライブが開催されることも発表された。
- 2009年8月23日 - 同年8月17日開催の公開イベント「アナ★バン!真夏の祭典～お台場にマッキーがきたよSP～」で、ピアノ担当の槇原も交えた3人で「かみさまでもえらべない。」を披露した場面が放映された。当日のイベントでは、最後に高島・中野だけでの2回目の歌唱も行われた（放送では無し）。[4][5]
- 2009年9月29日 - 同年10月5日付オリコン週間シングルチャートが発表され、「かみさまでもえらべない。」が初登場4位を記録。アナウンサーのシングルとしての週間最高位をさらに更新した[6]。
- 2010年1月26日 - 日本ユニセフ主催「Happy Birthday Download for Children」キャンペーンに参加し、ダウンロード配信用の「Happy Birthday」を収録する様子が放映された。プロモーション以外でフジテレビ以外の活動に参加するのは、これが初となる。
- 2010年8月23日 - 高島が年内にフジテレビを退社し、9月末で『めざましテレビ』を降板することが、ホームページで発表された。
- 2010年12月19日 - 番組内で解散式を行った。しかし終盤に福井Pが現れ、高島に代わって新メンバー生野が加入することが発表された。結果として、2009年3月放送の第2期メンバーのオーディションでの「該当者なし」は撤回されたことになる。
- 2011年1月16日 - 自身と生野の歌唱力に不安を感じた中野の提案により、もう一人の新メンバーとして、学生時代に声楽を学んだ経験を持つ加藤綾子を加入させる。加藤は第2期メンバーのオーディションには不出場。新メンバー候補として石本沙織（中野の1年後輩）、高橋、生野の同期である大島由香里（『アナ★バン!』の前番組である『アナ☆ログ』の司会者）の3人が上がったが、「若返りをはかりたい」という中野の意向により加藤が選ばれた。
  - 加藤が選ばれたことで、同僚アナからブーイングが起き石本が「（中野）美奈子さん、なんで私じゃないんですか!!」と中野に詰め寄ろうとしたが、石本と同期の戸部洋子などに制止される一幕もあった。
- 2011年4月24日 - メンバー変更後初となる新曲の歌詞が発表された。その内容は、生野・加藤を女性誌『Oggi』の偽インタビューに呼び出し、「働く女性のライフスタイル」について語らせたものを、中野が歌詞にまとめたもの。2人はこの発表時まで、インタビューが『Oggi』に掲載されると信じて疑わなかった。また、「音大卒だから」という理由で、加藤が作曲を担当することが半ば強引に言い渡された。
- 2011年5月15日 - 加藤が手がけた曲が披露された。経験の無い作曲という大役を任され非常に苦労した加藤は、その憂さを晴らすために自らを音楽教師、中野と生野を生徒に仕立て、幼児向けの音楽教育プログラム「リトミック」の模擬授業を行い、先輩アナに動物の真似をさせた。番組最後に、歌の見本程度に歌った加藤の歌唱が、そのままエンディングテーマに採用。曲のタイトルは、生野が即興で考えた「少しずつ 少しずつ」に決まった。
- 2011年5月30日 - 久々に福井Pが登場し、3人でのレコーディングと7月のCD発売、バックコーラスに石本、高橋が「サオリン&マーサ」として参加することが発表された。レコーディング風景も放映され、翌日のスポーツ紙、『めざましテレビ』などの芸能ニュースでCDリリースが報じられた[7][8]。
- 2011年7月16日 - 8月31日までの47日間、フジテレビ本社周辺で開催されたイベント『お台場合衆国2011〜ぼくらがNIPPON応援団!〜』において、バックコーラス担当の高橋による「マーサの朝唄」が行われ、毎回「少しずつ 少しずつ」と視聴者などからのリクエスト曲の計2曲を毎朝熱唱した。
- 2012年3月28日 - 当日放送の『とくダネ!』の冒頭で、中野が夫の海外赴任に帯同する事を理由にフジテレビを退社すること、および同年6月いっぱいでの『とくダネ!』降板を発表。
- 2012年4月14日 - 母体番組だった『アナ★バン!』が終了（通常放送は3月25日が最終回）。
- 2012年7月31日 - フジテレビ夏恒例のイベント『お台場合衆国!2012~ここから始まるNIPPON応援団!〜』の企画「アナウンサーあさうた応援ソングリレー」にて、中野が当日で退社するのにあわせて、久々にEarly Morningの3人がそろって、「少しずつ 少しずつ」などを熱唱[9]。これにより中野は事実上脱退。解散・活動休止などの正式なアナウンスはないものの、Early Morningの今後の活動は白紙となる。

## ディスコグラフィ
1. おいてけぼりのThirty（2009年4月29日）
2. かみさまでもえらべない。（2009年9月22日)
3. 少しずつ 少しずつ（2011年7月6日） PCCA-3460

## エピソード

### 結成に至るまで
- オリジナルメンバーの高島と中野は、高樹千佳子を加えた3人組ユニットT.N.T.の楽曲「約束の空」（2003年12月3日リリース）以来約6年ぶりの歌手活動となった。これとは別に2004年4月には、高島・中野に戸部洋子を加えた3人でコーラスグループ「フジっぱち」を結成し、「東京国際コメディフェスティバル」のテーマ曲を発表したことがあるが、CDリリース・楽曲配信までには至らなかった模様。
- 抜き打ちオーディションは、2人の出社（『めざましテレビ』出演のため午前3時頃）を待ち構えて開催された。タクシーから降りるなり、会社の通用口前でカラオケを歌わされるという異常な状況下で、二人は気丈に課題曲を歌いきった。
- 課題曲は、高島が槇原敬之「どうしようもない僕に天使が降りてきた」、中野がDREAMS COME TRUE「サンキュ.」。
- 早朝オーディションの収録日は、背景に映りこんでいた情報などから2008年11月5日とみられる。このことから、この日がEarly Morning結成の日となる。

### 1st「おいてけぼりのThirty」
- 福井から高島と中野に与えられた歌詞のテーマは「早朝に働く女性の喜びと悲哀」であったが、提出された歌詞は「アフター5はいつも家」、「今じゃ誘いも休日の結婚式ばかり」など、全て悲哀に満ちたものであった。その中で、高島が書いた「おいてけぼりの30才」というフレーズが福井の琴線に触れ、曲のタイトルに採用された。
- 前述の着うた無料配信は、配信開始後わずか7分で限定数に達し終了となった事で、注目度の高さを示すこととなった（『アナ★バン!』2009年2月8日放送分で福井アナが明かしている）。
- CDジャケット・PVの撮影は、若洲海浜公園（東京都江東区）で3月に行われた。衣装が春夏を意識した薄手のものだったため、中野は「とても寒かった」とコメントしている。

### 2nd「かみさまでもえらべない。」
- 作詞に当たっては、槇原自身による高島・中野へのヒアリングが行われ、「早朝に働く女性の喜びと悲哀」というテーマは継承しつつも、より強くアラサー女性の内面を映し出す歌詞となった。高島は詞への共感のあまり、感激の涙を流した。
- レコーディングは、槇原の所属事務所である「ワーズアンドミュージック」内のスタジオで、2009年8月3日に行われた。
- 槇原は、2009年12月24日・25日に東京国際フォーラムで行われた自身のライブにて「かみさまでもえらべない。」を自ら歌っている。
- 中野が2010年3月の結婚を発表した日、高島は「おいてけぼりになっちゃいました…」と発言。一方中野は、高島を気遣いながらもアリモニとしての活動続行の意思を表明した。

### 追加・サポートメンバーについて
- 生野は2009年12月に『めざましテレビ』で共演する軽部真一アナウンサーや皆藤愛子と「インフルバスターズ」を結成、同番組の挿入歌の着うた『インフルバスターズ』で暫定歌手デビューしたことがある。また、生野は『フジアナスタジオ まる生2008・2010』出演時に、「以前から歌手への憧れがあり、生まれ変わったら安室奈美恵のような歌手になりたい」と語っている。
- 加藤は『まる生2009』での企画ユニット「BANG! BANG! BAND!!」にキーボード担当で参加したことがある。
- サポートメンバーとなる「サオリン&マーサ」の2人は、『女子アナ歌がうまい王座決定戦!!』企画で1・2位を争うほどの歌唱力の持ち主である（『女子アナスペシャル』を参照のこと）。このうち石本は先述のユニット「BANG! BANG! BAND!!」でヴォーカルと作詞を担当。これまでに以下の2曲を発表している。
  - 「Paradise 2009」…楽曲が完成した2009年10月3日放送の『まる生2009』で初披露。同日より番組のエンディングテーマとして使用されている。なお、間奏のところでキーボード担当の加藤がソロ演奏する部分がある。
  - 「明日への彩り」…2010年12月11日放送の『まる生2010アヤパン卒業記念まるごと高島彩生出演4時間スペシャル!』で披露される。同年末でフジテレビを退社する高島へ捧げた楽曲で、演奏終了後高島と、同席していた中野は思わず感涙していた。

### 3rd「少しずつ 少しずつ」
- 加藤が歌った「少しずつ 少しずつ」の着うた無料配信は、配信開始後わずか3分で限定数に達し終了となった[10]。

### その他
- TBSテレビ『COUNT DOWN TV』では、「おいてけぼりのThirty」「かみさまでもえらべない。」ともにTOP30以内にランクインしたため、両曲のPVが5～10秒程度番組内で流れたことがある（2009年5月9日ほか放送）。